# 8486 Asherschel
8486 Asherschel è un asteroide della fascia principale. Scoperto nel 1989, presenta un'orbita caratterizzata da un semiasse maggiore pari a 3,1572394 au e da un'eccentricità di 0,1404763, inclinata di 23,61775° rispetto all'eclittica.